# Fall to Pieces (Avril Lavigne)
Fall to Pieces è un brano della cantautrice canadese Avril Lavigne, decima traccia del secondo album studio Under My Skin, pubblicato il 21 maggio 2004 per la Arista Records.

## Tracce
Promo statunitense
1. Fall to Pieces (Album Version) - 3:28
2. Suggested Call Out Hook - 0:10
3. Fall to Pieces (MP3 Track) - 3:28

Promo europeo
1. Fall to Pieces (Album Version) - 3:28

## Classifiche
| Classifica (2005)          | Posizione massima |
| -------------------------- | ----------------- |
| Stati Uniti (adult top 40) | 18                |
| Stati Uniti (pop 100)      | 55                |
| Stati Uniti (pop songs)    | 34                |